# Großderschau
Großderschau es un municipio situado en el distrito de Havelland, en el estado federado de Brandeburgo (Alemania), a una altitud de 30 metros. Su población a finales de 2016 era de 400 habitantes y su densidad poblacional, 20 hab/km².